# Аль-Хашими, Тарик
Тарик Аль-Хашими (араб. طارق الهاشمي‎; родился в 1942 году) — иракский политик. Занимал пост генерального секретаря исламской партии Ирака до мая 2009 года. Наряду с Адилем Абделем Махди исполнял обязанности вице-президента Ирака в правительстве, сформированном после декабрьских выборов 2005 года, а затем с 2011 по 2012 год в новом правительстве. В декабре 2011 года Хашими бежал в иракский Курдистан, чтобы избежать ареста за организацию «эскадронов смерти». Затем он перебрался в Саудовскую Аравию.
9 сентября 2012 года Центральный уголовный суд Ирака приговорил его заочно к смертной казни. После этого стало известно, что его укрывают турецкие власти. Вплоть до 11 октября он получал правительственную зарплату. 1 ноября он был повторно приговорён к смертной казни. При этом, свою вину он не признаёт и называет приговор незаконным. Он считает, что его преследования имеют политическую и религиозную подоплёку. При этом он признаёт, что не может гарантировать непричастность кого-либо из членов своей охраны к террористической деятельности.